# Frederik Zweidorff
Frederik Christian Ludvig Zweidorff (24. maj 1816 i Aalborg – 12. marts 1865 på Sct. Hans Hospital) var en dansk maler.
Han var søn af senere overgraver ved Vor Frue Kirke i København Søren Zweidorff (1794-1874) og Mette Kirstine Hansdatter født Møldorff (1787-1844). Efter at have besøgt Frue Kirkeskole i sin opvækst, blev han 1832 malerlærling på Den kongelige Porcelænsfabrik, hvilket han var til 1837, og fik adgang til Kunstakademiet i 1830, men nåede dog ikke højere end til gipsskolen, uagtet han dyrkede figurmaleriet ligeså ivrigt som landskabsmaleriet, og i de år han udstillede på Charlottenborg (1836-44) så man stadig portrætter, arkitekturbilleder og landskaber jævnsides fra hans hånd. I 1836 konkurrerede han til pengepræmien som landskabsmaler, dog uden at opnå den. I 1843 udstillede han et porcelænsmaleri, portræt af overhofmarskal A.W. Hauch, kopi efter C.A. Jensen, hvilket var købt af Kunstforeningen (1841). Hans kunstneriske udvikling blev tidligt afbrudt, idet et stedse voksende hang til tungsindigt grubleri nedbrød hans ånd og virkekraft, således at han om sommeren 1844 måtte føres til Sct. Hans Hospital ved Roskilde, hvor han levede i over 20 år og omsider døde den 12. marts 1865.
Han var ugift og er begravet på Assistens Kirkegård.

## Værker
- Frederik Moltke (1832, Det Nationalhistoriske Museum på Frederiksborg Slot)
- Frederik Moltke (1837, Aalborg Katedralskole)
- Overhofmarskal A.W. Hauch (tuschtegning 1835, efter C.A. Jensen, Teatermuseet i Hofteatret)
- Bakkehuset (1837, Frederiksborgmuseet)
- General Kellermann (blyantstegning, 1838, Frederiksborgmuseet)
- Frederiksberg Slotsgård (ca. 1838)
- Dankvart Dreyer (1830'erne, Willemoesgaardens Mindestuer)
- Bertel Thorvaldsen (litografi efter C.W. Eckersberg)
- Farumgård (ca. 1841, tidligere i Johan Hansens samling)
- Parti ved Marmorkirkens ruin (tidligere i Johan Hansens samling)
- Frederiksborg Slot med omegn, midsommernat (udstillet 1843, tidligere i Johan Hansens samling)
- Sommeraften med udsigt fra Jægerbakken mod Frederiksborg Slot[1]
- Portræt af arkitekt Christian Frederik Thorin (tidligere i Johan Hansens samling)
- Fra Falkonergården (tidligere i Johan Hansens samling)
- Bredgade (blyantstegning, Københavns Museum)

Porcelænsdekorationer:
- Gulddekoration på tallerkener m.m. til Frederik VI's dessertservice (1834-35, Amalienborg, Christiansborg)
- J.D. Brandis (portræt på kop, 1834-36, Frederiksborgmuseet)
- Samme (som foregående efter 1836, Frederiksborgmuseet)
- Flere portrætter på kopper, bl.a.: Frederik VI; Bertel Thorvaldsen; Johanne Luise Heiberg (knæstykke); A.W. Hauch